# Paisaje en Giverny
Paisaje en Giverny (Payasage à Giverny en francés) es un óleo sobre lienzo del pintor impresionista francés Claude Monet. La tradición señala que Monet visualizó esta instantánea desde la ventana de un tren en Giverny, y evoca el distanciamiento de Monet con quien fuera su segunda esposa Alice Hoschedé.
Para esta obra Monet repite el bajo horizonte característico de sus obras, en primer plano (extremo izquierdo) se acomoda la figura de un árbol invernal. La cima del árbol terminada en tonos blancos desarrolla hacia la parte inferior del lienzo un tronco incólume, resuelto con pinceladas oscuras que otorgan un ambiente nublado y solitario al resto de la obra.

## Contexto
Debido a su prosperidad económica producida por la mejora del mercado de obras impresionistas en inicios de 1880, renta una propiedad en Giverny,  donde vive con su esposa e hijos. Aquí mismo recibirá visitas de otros pintores y amigos como Theodore Robinson, Auguste Renoir, Auguste Rodin (con quien compartiría estudio) o su biógrafo personal Gustave Geffroy, entre otros.
Su amor a la botánica y la idea de plasmar luz y el instante en sus cuadros, rasgo característico del impresionismo, invirtió mucho dinero en expandir su villa y asentar su propio jardín. Este sirvió de inspiración para el pintor en varias obras como: Los Nenúfares, Sendero en el jardín del artista o Lírios de água y el puente japonés por mencionar solo algunos.